# Bagmati (province)
Pour les articles homonymes, voir Bagmati (homonymie).
Bagmati est l'une des sept provinces du Népal. Créée en 2015 par la Constitution, elle est appelée Province no 3 de manière transitoire avant de prendre le nom de Bagmati le 30 décembre 2019. Elle a pour chef-lieu la ville d'Hetauda.

## Organisation administrative
La province de Bagmati est divisée en treize districts, eux-mêmes subdivisés en municipalités urbaines et rurales. 
1. District de Bhaktapur
2. District de Chitwan
3. District de Dhading
4. District de Dolakha
5. District de Katmandou
6. District de Kavrepalanchok
7. District de Lalitpur
8. District de Makwanpur
9. District de Nuwakot
10. District de Ramechhap
11. District de Rasuwa
12. District de Sindhuli
13. District de Sindhulpalchok